# Lịch sử Armenia

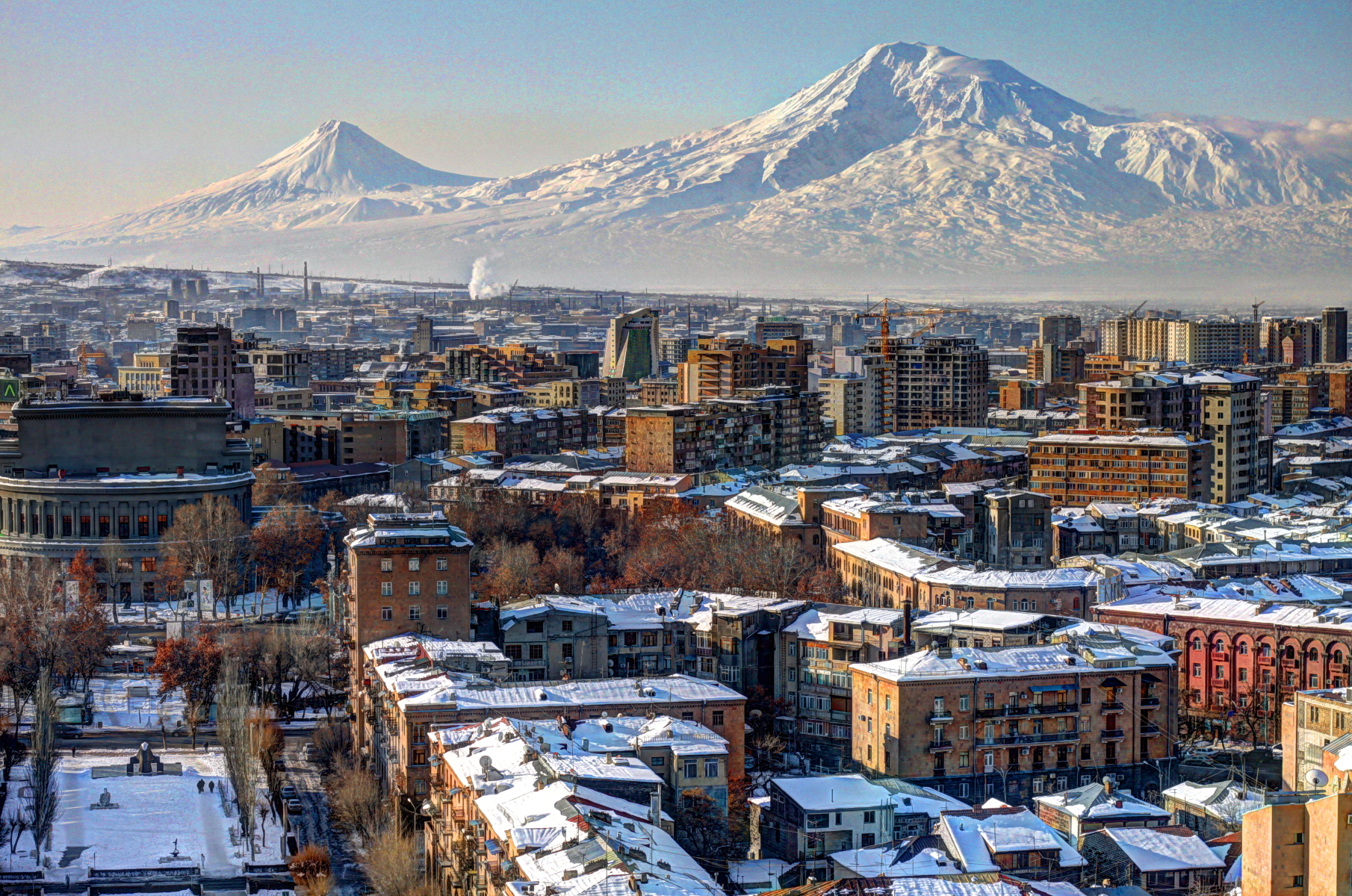
Yerevan với Núi Ararat ở phía sau

Lịch sử Armenia kéo dài vài thiên niên kỷ kể từ thời tiền sử. Sau khi định cư, người Armenia đã phát triển một nền văn minh ban đầu nằm ở ngã tư của các đế chế lớn - Ba Tư, Seleucid, Parthia, La Mã, Sassanid, Byzantine, Ả Rập, Thổ Nhĩ Kỳ Seljuk, Mông Cổ, Ottoman Thổ Nhĩ Kỳ, Safavid, Nga - những thế lực hùng mạnh tranh giành lãnh thổ này. Trước những cuộc xâm lăng, người Armenia luôn thể hiện trong lịch sử một khát vọng mãnh liệt để bảo tồn bản sắc dân tộc. Cùng với ngôn ngữ riêng, người Armenia tạo nên một quốc gia Cơ Đốc giáo vượt qua những thử thách tồi tệ nhất, đặc biệt là cuộc diệt chủng Armenia đầu thế kỷ 20. Văn hóa Armenia tồn tại lâu dài không những ở Cộng hòa Armenia mà còn trong những cộng đồng người Armenia trên khắp thế giới.
Armenia nằm ở vùng cao nguyên bao quanh dãy núi Núi Ararat được đề cập trong Kinh Thánh. Người Armenia đặt tên cho đất nước mình là Hayk theo chữ Hayastan (tiếng Armenia: Հայաստան) nghĩa là vùng đất của Haik, ghép tên vị thần Mesopotamia cổ đại Haya (ha-ià) và hậu tố tiếng Ba Tư '-stan' ("vùng đất"). Kẻ thù lịch sử của Hayk (vị vua Armenia huyền thoại) là Bel, hay nói cách khác là Baal (tương ứng với Bēlu trong tiếng Akkad).
Cái tên Armenia được các quốc gia xung quanh đặt cho đất nước, và nó có nguồn gốc từ Armenak hoặc Aram (cháu chắt của cháu ngoại của Haik, và một nhà lãnh đạo khác, theo truyền thống Armenia, tổ tiên của tất cả người Armenia). Trong thời đại đồ đồng, một số quốc gia phát triển mạnh ở khu vực Greater Armenia, bao gồm Đế chế Hittite (ở đỉnh cao quyền lực), Mitanni (Armenia lịch sử Tây Nam) và Hayasa-Azzi (1600-1200 TCN). Ngay sau Hayasa-Azzi là Nairi (1400-1000 TCN) và Vương quốc Urartu (1000-600 TCN), những người liên tiếp thiết lập chủ quyền của họ đối với Cao nguyên Armenia. Mỗi quốc gia và bộ lạc nói trên đã tham gia vào quá trình dân tộc hóa của người Armenia. Yerevan, thủ đô hiện đại của Armenia, có từ thế kỷ thứ 8 TCN, với việc vua Argishti Ithành lập pháo đài Erebuni vào năm 782 TCN ở cực tây của đồng bằng Ararat. Erebuni đã được mô tả là "được thiết kế như một trung tâm hành chính và tôn giáo lớn, một thủ đô hoàn toàn của hoàng gia".
Vương quốc Urartu thời kỳ đồ sắt (Assyrian cho MediaWiki) đã được thay thế bởi triều đại Orontid. Sau sự cai trị của Ba Tư và sau đó là người Macedonia, triều đại Artaxiad từ năm 190 TCN đã phát triển đến Vương quốc Armenia, nơi đã vươn lên đến đỉnh cao ảnh hưởng của nó dưới thời Tigranes II trước khi nằm dưới sự cai trị của La Mã.
Năm 301, Arsacid Armenia là quốc gia có chủ quyền đầu tiên chấp nhận Kitô giáo là quốc giáo. Người Armenia sau đó rơi vào tay Byzantine, Sassanid Ba Tư và bá quyền Hồi giáo, nhưng đã khôi phục nền độc lập của họ với vương quốc Bagratuni. Sau khi vương quốc sụp đổ năm 1045 và cuộc chinh phạt Seljuk tiếp theo của Armenia năm 1064, người Armenia đã thành lập một vương quốc ở Cilicia, nơi họ kéo dài chủ quyền đến năm 1375.
Bắt đầu từ đầu thế kỷ 16, Greater Armenia đến dưới sự cai trị của Ba Tư Safavid; tuy nhiên, qua nhiều thế kỷ Đông Armenia, vẫn nằm dưới sự cai trị của Ba Tư trong khi Tây Armenia nằm dưới sự thống trị của Ottoman. Đến thế kỷ 19, Đông Armenia bị Nga chinh phục và Greater Armenia bị chia cắt giữa Đế chế Ottoman và Nga.
Vào đầu thế kỷ 20, người Armenia phải chịu nạn diệt chủng do chính phủ Ottoman của Thổ Nhĩ Kỳ gây ra cho họ, trong đó 1,5 triệu người Armenia đã bị giết và nhiều người khác bị phân tán trên khắp thế giới qua Syria và Lebanon. Armenia, từ đó trở đi tương ứng với phần lớn Đông Armenia, giành lại độc lập vào năm 1918, với việc thành lập Cộng hòa Armenia đầu tiên, và vào năm 1991, thành lập Cộng hòa Armenia.